# Scuderia Toro Rosso
Scuderia Toro Rosso (startujący pod nazwą Red Bull Toro Rosso Honda w sezonach 2018–2019) – włoski zespół Formuły 1, należący do firmy Red Bull, rywalizujący od sezonu 2006 do sezonu 2019.

## Historia
Scuderia Toro Rosso jest drugim, obok Red Bull Racing, zespołem Formuły 1 austriackiego producenta napojów Red Bull. Zespół zadebiutował w sezonie 2006.
Zespół powstał na bazie włoskiego zespołu Minardi, który Red Bull wykupił od Paula Stoddarta w 2005 roku. Kierowcami zostali Włoch Vitantonio Liuzzi, który w sezonie 2005 wziął udział w czterech Grand Prix reprezentując barwy Red Bull Racing, i Amerykanin Scott Speed. Na stanowisko trzeciego i testowego kierowcy został wyznaczony Szwajcar Neel Jani.
W pierwszym sezonie startów, już po wprowadzeniu przepisu o stosowaniu jednostek napędowych V8, Toro Rosso zdecydowało się na wykorzystanie przepisu, który umożliwił im używanie zdławionych 3-litrowych silników V10, które dostarczał im Cosworth. W sezonie 2007 zespół zrezygnował z tego pomysłu i przeszedł na 2,4-litrowe jednostki V8, które dostarczał im zespół Ferrari.
Na początku sezonu 2007 nie doszło do żadnych zmian w składzie kierowców, ale po Grand Prix Europy Scott Speed stracił posadę na rzecz Niemca Sebastiana Vettela – byłego kierowcy testowego zespołu BMW Sauber, który kilka tygodni wcześniej zadebiutował w barwach tego zespołu. Powodem zwolnienia Amerykanina były spory pomiędzy nim a szefostwem zespołu (Gerhardem Bergerem i Franzem Tostem).
W sezonie 2008 zespół Toro Rosso reprezentowali Sebastian Vettel i czterokrotny mistrz serii Champ Car Sébastien Bourdais. 14 września 2008 roku, Sebastian Vettel zdobył pole position i zwyciężył w wyścigu o Grand Prix Włoch na torze w Monza. W sezonie 2008 zespół zajął najwyższą w swojej historii, szóstą pozycję w klasyfikacji konstruktorów z dorobkiem 39 punktów.
Po zakończeniu sezonu 2008 Sebastian Vettel przeniósł się do zespołu Red Bull Racing, a w zespole Toro Rosso zastąpił go dotychczasowy kierowca testowy zespołu Red Bull Racing Sébastien Buemi. Drugim kierowcą pozostał Sébastien Bourdais, dla którego był to drugi sezon w zespole. Po Grand Prix Niemiec zespół poinformował, że Jaime Alguersuari zastąpi zwolnionego wcześniej Sébastiena Bourdais.
W sezonie 2010 zespół Toro Rosso ponownie reprezentowali Sébastien Buemi i Jaime Alguersuari. Zespół zajął 9 miejsce w klasyfikacji generalnej konstruktorów z dorobkiem 13 punktów, na które składają się 8 punktów Buemiego (16 w klasyfikacji kierowców) i 5 punktów Alguersuariego (19 w klasyfikacji kierowców).
W 2011 testerem Toro Rosso był Daniel Ricciardo. W porównaniu z poprzednim sezonem kierowcy zespołu zdobywali punkty dwukrotnie częściej. Jednak tym razem lepszy był Jaime Alguersuari, który zdobył o jedenaście punktów więcej niż Buemi i został sklasyfikowany o jedną pozycję wyżej, na czternastym miejscu. W klasyfikacji konstruktorów ekipa została sklasyfikowana na ósmej pozycji.
Po zakończeniu sezonu 2011 zespół Toro Rosso ogłosił, że w sezonie 2012 jego barwy będą reprezentowali Daniel Ricciardo i Jean-Éric Vergne. Ricciardo, mimo że miał nieco więcej doświadczenia niż Vergne, spisał się nieco gorzej. Został sklasyfikowany na osiemnastym miejscu, gdy Francuz był siedemnasty. Z dorobkiem 26 punktów Toro Rosso uplasowało się na dziewiątym miejscu w końcowej klasyfikacji konstruktorów.

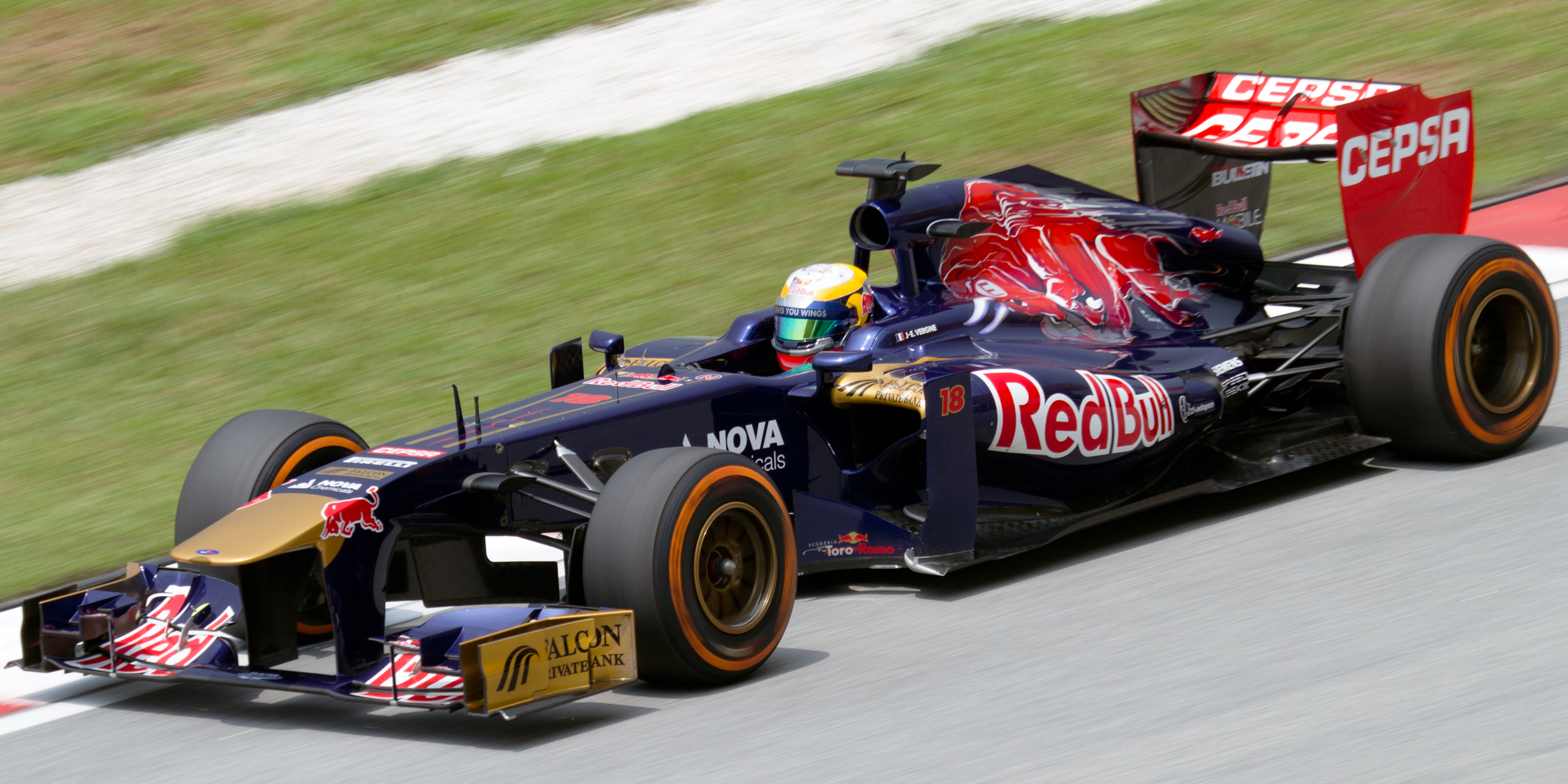
Jean-Éric Vergne podczas Grand Prix Malezji (2013)

Sezon 2013 okazał się bardzo ważnym sezonem dla kierowców ekipy Toro Rosso. Już na początku sezonu odejście z Formuły 1 ogłosił Mark Webber. W związku z tym zwolniło się jedno miejsce w bolidzie ekipy Red Bull Racing. Naturalnymi kandydatami na to miejsce byli kierowcy włoskiej ekipy, która według założeń miała pełnić rolę juniorskiego zespołu Red Bulla. W początkowej fazie sezonu lepiej spisywał się Jean-Éric Vergne, który w Kanadzie dojechał do mety na szóstej pozycji, co było najlepszym wynikiem Toro Rosso w sezonie. Jednak w drugiej części sezonu Francuz nie zdobywał punktów, a Australijczyk lepiej radził sobie przy gorszej dyspozycji bolidu. Ostatecznie w klasyfikacji generalnej Ricciardo pokonał Vergne'a o siedem punktów i to on podpisał kontrakt na starty w zespole Red Bull Racing.
Mimo wielu spekulacji na temat przyszłości Vergne'a w Scuderii Toro Rosso, Francuz przedłużył kontrakt na sezon 2014. Jego partnerem zespołowym został debiutujący Rosjanin, mistrz Serii GP3 Daniił Kwiat. W przeciągu całego sezonu znacznie lepszy był Francuz, który zdobył 22 punkty, co dało mu trzynastą pozycję w klasyfikacji generalną, najlepszą od czasu startów Vettela w STR. Jednak zarówno kierownictwo zespołu, jak i kibice zwracali większą uwagę na 19-letniego Kwiata, który już w debiucie zdobył dwa punkty. Szczególnym zaskoczeniem było piąte miejsce zdobyte przez niego w kwalifikacjach do wyścigu o Grand Prix Rosji. Gdy ogłoszono odejście Sebastiana Vettela z Red Bulla to właśnie Rosjanin został zakontraktowany jako etatowy kierowca zespołu.
W połowie sezonu 2014 Max Verstappen podpisał kontrakt na starty w Toro Rosso w sezonie 2015, zastępując Vergne’a. Jednak po ogłoszeniu przejścia Kwiata do ekipy Red Bull Racing Vergne otrzymał ponowną szansę na przedłużenie kontraktu. Ostatecznie podpisano kontrakt z mistrzem Formuły Renault 3.5 Carlosem Sainzem Jr. Verstappen debiutując w Grand Prix Australii pobił rekord jako najmłodszy uczestnik wyścigu - miał 17 lat i 166 dni. Na przestrzeni całego sezonu poradził sobie lepiej niż partner zespołu, zdobył 49 punktów i zajął 12 miejsce w klasyfikacji, podczas gdy Sainz zdobył tylko 18 punktów i został sklasyfikowany na 15 pozycji. Zespół w sumie zdobył 67 punktów i zajął 7 miejsce w końcowej klasyfikacji.
W 2016 roku Max Verstappen i Carlos Sainz Jr. ponownie zostali kierowcami STR. Po czwartym wyścigu w sezonie, Grand Prix Rosji, Verstappen został awansowany do głównego zespołu Red Bulla, w miejsce Daniiła Kwiata, który wrócił do STR.
W sezonie 2017 kierowcami zespołu byli Carlos Sainz Jr. i Daniił Kwiat. Pod koniec sezonu 2017 Carlos Sainz Jr. odszedł do zespołu Renault zastępując Jolyona Palmera, natomiast Daniił Kwiat został zastąpiony przez Pierre’a Gasly, a następnie Brendona Hartley.
W sezonie 2019 do zespołu powrócił Daniił Kwiat, zaś jego partnerem został wicemistrz Formuły 2, Alexander Albon. Po Grand Prix Węgier, Albon został przeniesiony do seniorskiej ekipy, Red Bull Racing, w miejsce Pierre’a Gasly’ego, który został zdegradowany z powrotem do juniorskiego zespołu, z powodu niezadowalających wyników. Podczas sezonu 2019, Toro Rosso udało się sięgnąć po dwa podia, co było najlepszym wynikiem dla zespołu spoza czołówki (Mercedes, Ferrari, Red Bull). Podczas chaotycznego, deszczowego Grand Prix Niemiec Daniił Kwiat zajął trzecie miejsce. Było to trzecie podium w karierze dla Rosjanina, podczas gdy dla zespołu było to drugie w historii i pierwsze od ponad dziesięciu lat. Drugim kierowcą zespołu, który sięgnął po trofeum w tym sezonie, był Pierre Gasly podczas równie chaotycznego Grand Prix Brazylii, gdzie zajął drugie miejsce. Było to debiutanckie podium dla francuskiego kierowcy i trzecie w historii startów Scuderii Toro Rosso. Ostatecznie zespół swój ostatni sezon w Formule 1 zakończył na szóstym miejscu w klasyfikacji konstruktorów, wyrównując swój najlepszy wynik w historii startów z sezonu 2008, z dorobkiem 85 punktów.
We wrześniu 2019 roku Toro Rosso złożyło wniosek do Światowej Rady FIA o zmianę nazwy zespołu na Scuderia AlphaTauri. Nowa nazwa ekipy miałaby od sezonu 2020 promować markę odzieżową Red Bulla, która zadebiutowała na rynku w 2017 roku. 16 października 2019, Światowa Rada FIA zatwierdziła wniosek o zmianę nazwy.

## Wyniki w Formule 1
Źródło: Wyprzedź Mnie!
| Sezon | Nazwa                     | Samochód   | Silnik                         | Opony | Kierowcy                                                   | Punkty | Msc. |
| ----- | ------------------------- | ---------- | ------------------------------ | ----- | ---------------------------------------------------------- | ------ | ---- |
| 2006  | Scuderia Toro Rosso       | STR1       | Cosworth TJ2005 3.0 V10        | M     | Vitantonio Liuzzi Scott Speed                              | 1      | 9    |
| 2007  | Scuderia Toro Rosso       | STR2       | Ferrari 056 2006 2.4 V8        | B     | Vitantonio Liuzzi Scott Speed Sebastian Vettel             | 8      | 7    |
| 2008  | Scuderia Toro Rosso       | STR2B STR3 | Ferrari 056 2007 2.4 V8        | B     | Sébastien Bourdais Sebastian Vettel                        | 39     | 6    |
| 2009  | Scuderia Toro Rosso       | STR4       | Ferrari 056 2008 2.4 V8        | B     | Sébastien Bourdais Jaime Alguersuari Sébastien Buemi       | 8      | 10   |
| 2010  | Scuderia Toro Rosso       | STR5       | Ferrari 056 2009 2.4 V8        | B     | Jaime Alguersuari Sébastien Buemi                          | 13     | 9    |
| 2011  | Scuderia Toro Rosso       | STR6       | Ferrari 056 2010 2.4 V8        | P     | Jaime Alguersuari Sébastien Buemi                          | 41     | 8    |
| 2012  | Scuderia Toro Rosso       | STR7       | Ferrari 056 2011 2.4 V8        | P     | Daniel Ricciardo Jean-Éric Vergne                          | 26     | 9    |
| 2013  | Scuderia Toro Rosso       | STR8       | Ferrari 056 2012 2.4 V8        | P     | Jean-Éric Vergne Daniel Ricciardo                          | 33     | 8    |
| 2014  | Scuderia Toro Rosso       | STR9       | Renault Energy F1-2014 1.6 V6T | P     | Jean-Éric Vergne Daniił Kwiat                              | 30     | 7    |
| 2015  | Scuderia Toro Rosso       | STR10      | Renault Energy F1-2015 1.6 V6T | P     | Max Verstappen Carlos Sainz Jr.                            | 67     | 7    |
| 2016  | Scuderia Toro Rosso       | STR11      | Ferrari 060 1.6 V6T            | P     | Daniił Kwiat Max Verstappen Carlos Sainz Jr.               | 63     | 7    |
| 2017  | Scuderia Toro Rosso       | STR12      | Toro Rosso 1.6 V6T             | P     | Pierre Gasly Daniił Kwiat Brendon Hartley Carlos Sainz Jr. | 53     | 7    |
| 2018  | Red Bull Toro Rosso Honda | STR13      | Honda RA618E 1.6 V6T           | P     | Pierre Gasly Brendon Hartley                               | 33     | 9    |
| 2019  | Red Bull Toro Rosso Honda | STR14      | Honda RA619E 1.6 V6T           | P     | Pierre Gasly Daniił Kwiat Alexander Albon                  | 85     | 6    |